# 동치 관계
수학에서 동치 관계(同値關係, 영어: equivalence relation)는 논리적 동치와 유사한 성질들을 만족시키는 이항 관계이다.

## 정의

### 동치 관계
집합 {\displaystyle X} 위의 동치 관계는 다음 세 조건을 만족시키는, {\displaystyle X} 위의 이항 관계 {\displaystyle {\sim }\subseteq X^{2}}이다.
- (반사 관계) 임의의 {\displaystyle x\in X}에 대하여, {\displaystyle x\sim x}
- (대칭 관계) 임의의 {\displaystyle x,y\in X}에 대하여, 만약 {\displaystyle x\sim y}라면, {\displaystyle y\sim x}
- (추이적 관계) 임의의 {\displaystyle x,y,z\in X}에 대하여, 만약 {\displaystyle x\sim y}이고 {\displaystyle y\sim z}라면 {\displaystyle x\sim z}

### 동치류와 몫집합
집합 {\displaystyle X} 위에 동치 관계 {\displaystyle \sim }이 주어졌을 때, 원소 {\displaystyle x\in X}의, {\displaystyle \sim }에 대한 동치류(同値類, 영어: equivalence class) {\displaystyle [x]_{\sim }}는 {\displaystyle x}와 동치인 원소들을 모은 집합이다.
{\displaystyle [x]_{\sim }=\{y\in X\colon x\sim y\}}
집합 {\displaystyle X} 위에 동치 관계 {\displaystyle \sim }이 주어졌을 때, {\displaystyle X}의 {\displaystyle \sim }에 대한 몫집합(-集合, 영어: quotient set) {\displaystyle X/{\sim }}은 모든 동치류들을 모은 집합이다.
{\displaystyle X/{\sim }=\{[x]_{\sim }\colon x\in X\}}

### 모임의 경우
선택 공리를 추가한 체르멜로-프렝켈 집합론(ZFC)에서, 모임은 하나의 자유 변수를 가지는 논리식으로 여길 수 있다. 어떤 집합이 이 논리식을 만족시킬 때, 집합은 이 논리식에 대응하는 모임의 원소가 된다. 자유 변수에 논리식을 대입하는 것은 합법적이지 않으므로, 고유 모임은 모임의 원소가 될 수 없다.
모임 위에서도 동치 관계·동치류·몫집합의 개념을 정의할 수 있다. 동치 관계의 정의는 집합 위에서의 정의를 옮겨 오면 충분하다. 다만, 모임 {\displaystyle X} 위의 동치 관계는 곱모임 {\displaystyle X^{2}}의 부분 모임으로서, 더 이상 집합이 아닐 수 있다. 모임의 원소의 동치류를 이 원소와 동치인 원소들의 모임으로 정의할 경우, 동치류들을 개별적으로 다루는 데에는 문제가 없으나, 동치류들이 고유 모임일 수 있으므로 동치류들의 모임을 합법적으로 정의할 수 없다. 즉, {\displaystyle X/{\sim }}을 정의하려면 동치류가 집합이 되도록 동치류의 정의에 수정을 가하여야 한다.
모임 {\displaystyle X} 위에 동치 관계 {\displaystyle {\sim }\subseteq X^{2}}가 주어졌다고 하자. 원소 {\displaystyle x\in X}에 대하여, 다음과 같이 정의한다.:65
{\displaystyle [x]'_{\sim }=\{y\in X\colon x\sim y\land (\forall z\in X\colon x\sim z\implies \operatorname {rank} y\leq \operatorname {rank} z)\}}
즉, {\displaystyle [x]'_{\sim }}는 {\displaystyle x}와 동치인 원소 가운데, (폰 노이만 전체에서의) 계수가 가장 낮은 것들의 모임이다. (이러한 최소 계수의 원소가 존재하는 것은 순서수의 모임이 정렬 전순서 모임이기 때문이다.) 이러한 최소의 계수를 {\displaystyle \alpha }라고 할 때, {\displaystyle [x]'_{\sim }}는 집합 {\displaystyle V_{\alpha +1}}의 부분 모임이므로, 집합이다. 따라서, 모임
{\displaystyle (X/{\sim })'=\{[x]'\colon x\in X\}}
을 정의할 수 있다.:65

## 성질
집합 {\displaystyle X} 위에 동치 관계 {\displaystyle \sim }이 주어졌을 때, 다음과 같은 표준적인 전사 함수가 존재한다.
{\displaystyle X\to X/{\sim }}
{\displaystyle x\mapsto [x]}
즉, 이 함수는 모든 원소를 이 원소가 속하는 동치류로 대응시킨다.

### 집합의 분할과의 관계
집합 {\displaystyle X}가 주어졌을 때, {\displaystyle X} 위의 동치 관계들과 {\displaystyle X}의 분할들 사이에 표준적인 일대일 대응이 존재하며, 이는 다음과 같다. 집합 {\displaystyle X} 위에 동치 관계 {\displaystyle \sim }이 주어졌을 때, 몫집합 {\displaystyle X/{\sim }}은 집합의 분할이다. 즉, {\displaystyle X}의 임의의 원소는 정확히 하나의 동치류에 속한다. 반대로, 집합 {\displaystyle X}의 분할 {\displaystyle {\mathcal {P}}}가 주어졌다고 하자 (즉, {\displaystyle {\mathcal {P}}}는 {\displaystyle X}의 부분 집합들의 집합이며, {\displaystyle X}의 임의의 원소는 정확히 하나의 {\displaystyle {\mathcal {P}}}의 원소에 속한다). {\displaystyle X} 위에 다음과 같은 이항 관계 {\displaystyle \sim _{\mathcal {P}}}를 정의하자.
{\displaystyle x\sim _{\mathcal {P}}y\iff \exists A\in P\colon x,y\in A\qquad (x,y\in X)}
그렇다면 {\displaystyle \sim _{\mathcal {P}}}는 {\displaystyle X} 위의 동치 관계이다. {\displaystyle {\sim }\mapsto X/{\sim }}과 {\displaystyle {\mathcal {P}}\mapsto {\sim }_{\mathcal {P}}}는 서로 역함수이다. 즉,
{\displaystyle {\sim }_{X/{\sim }}={\sim }}
{\displaystyle X/{\sim }_{\mathcal {P}}={\mathcal {P}}}
이다. 따라서, 동치 관계와 집합의 분할의 개념은 동치이다.

### 순서론적 성질
집합 {\displaystyle X}가 주어졌다고 하자. 임의의 이항 관계 {\displaystyle R\subseteq X^{2}}에 대하여, {\displaystyle R}를 포함하는 최소의 동치 관계 {\displaystyle \sim _{R}}가 존재한다. 구체적으로, 다음 두 조건이 서로 동치이다.
- {\displaystyle x\sim _{R}y}
- 다음 조건을 만족시키는 열 {\displaystyle x_{0},x_{1},\dots ,x_{n}\in X}가 존재한다.
  - {\displaystyle x_{0}=x}
  - {\displaystyle x_{n}=y}
  - {\displaystyle i=1,\dots ,n}에 대하여, {\displaystyle (x_{i-1},x_{i})\in R}이거나 {\displaystyle (x_{i},x_{i-1})\in R}

집합 {\displaystyle X} 위의 동치 관계들의 (포함 관계에 의한) 부분 순서 집합 {\displaystyle \operatorname {Eq} (X)}는 완비 격자이다. {\displaystyle \operatorname {Eq} (X)}의 최소 원소는 ({\displaystyle X}로 국한된) 등호 {\displaystyle =}이며, 최대 원소는 전체 관계 {\displaystyle X^{2}\subseteq X^{2}}이다. 동치 관계들의 집합 {\displaystyle \{\sim _{i}\}_{i\in I}}의 만남 {\displaystyle \bigwedge _{i\in I}{\sim }_{i}}는 교집합
{\displaystyle (x,y)\in \bigwedge _{i\in I}{\sim }_{i}\iff \forall i\in I\colon x\sim _{i}y}
이다. {\displaystyle \{\sim _{i}\}_{i\in I}}의 이음 {\displaystyle \bigvee _{i\in I}\sim _{i}}은 합집합 {\displaystyle \bigcup _{i\in I}{\sim }_{i}}을 포함하는 최소의 동치 관계
{\displaystyle (x,y)\in \bigvee _{i\in I}\sim _{i}\iff \exists n\in \mathbb {N} \exists x_{0},\dots ,x_{n}\in X\exists i_{1},\dots ,i_{n}\in I\colon x=x_{0}\sim _{i_{1}}x_{1}\sim _{i_{2}}\cdots \sim _{i_{n}}x_{n}=y}
이다.
동치 관계 격자 {\displaystyle \operatorname {Eq} (X)}는 항상 대수적 격자(영어: algebraic lattice)이자 반모듈러 격자(영어: semimodular lattice)이다. 유한 집합 {\displaystyle X}의 경우, {\displaystyle \operatorname {Eq} (X)}는 단순 격자(영어: simple lattice, 합동 관계가 자명한 격자)이다.

## 예
임의의 집합 {\displaystyle X} 위에서, 등호 {\displaystyle =}는 동치 관계를 이룬다.
평면 (또는 입체) 도형들의 집합 위에서, 닮음 관계는 동치 관계이다.
임의의 함수 {\displaystyle f\colon X\to Y}에 대하여, 같은 함숫값을 갖는 관계
{\displaystyle x\sim _{f}y\iff f(x)=f(y)}
는 정의역 {\displaystyle X} 위의 동치 관계이다. 이를테면, {\displaystyle X}가 어떤 사람들의 집합이며, {\displaystyle f}가 사람의 생일을 찾는 함수라면, {\displaystyle \sim _{f}}는 같은 생일의 사람들을 한데 묶는 동치 관계로 생각할 수 있다.

## 반례

### 반사 관계가 아닌 대칭 추이적 관계
임의의 집합 {\displaystyle X} 위에서, 공관계
{\displaystyle \varnothing \subseteq X^{2}}
는 항상 대칭 관계이자 추이적 관계이다. 그러나, 만약 {\displaystyle X\neq \varnothing }이라면 이는 반사 관계가 아니다. 반사 관계가 아닌 대칭 추이적 관계는 이러한 형태밖에 없다.

### 대칭 관계가 아닌 반사 추이적 관계
정수의 집합 {\displaystyle \mathbb {Z} } 위의 표준적인 순서
{\displaystyle x\leq y\iff \exists z\in \mathbb {Z} _{\geq 0}\colon y=x+z}
를 생각하자. 이는 전순서이며, 특히 반사 관계이자 추이적 관계이지만, 대칭 관계가 아니다. 예를 들어, {\displaystyle 0\leq 1}이지만, {\displaystyle 1\not \leq 0}이다.

### 추이적 관계가 아닌 반사 대칭 관계
정수 집합 {\displaystyle \mathbb {Z} } 위의 이항 관계
{\displaystyle (x,y)\in R\iff y=x+1\lor y=x-1}
는 반사 관계이자 대칭 관계이지만, 추이적 관계가 아니다.

## 같이 보기
- 집합의 분할